# Yasutaka Ihara
Yasutaka Ihara (jap. 伊原 康隆, Ihara Yasutaka; * 3. Mai 1938 in der Präfektur Tokio) ist ein japanischer Mathematiker, der sich vor allem mit Zahlentheorie beschäftigt.
Ihara promovierte 1967 an der Universität Tokio. 1965/66 war er am Institute for Advanced Study. Er war Professor an der Universität Tokio und später am Research Institute for Mathematical Science (RIMS) der Universität Kyōto. 2002 emeritierte er. Danach war er Professor an der Chūō-Universität.
Ihara befasste sich unter anderem mit geometrischen und zahlentheoretischen Anwendungen der Galoistheorie. Von ihm stammt die Ihara-Zetafunktion, die er in den 1960er Jahren einführte. Sie lässt eine Interpretation in der Graphentheorie zu, wie Jean-Pierre Serre vermutete und Toshikazu Sunada 1985 zeigte. Mit ihr lässt sich auch ein Analogon der Riemannschen Vermutung in der Graphentheorie formulieren (Sunada).
1990 hielt er einen Plenarvortrag auf dem Internationalen Mathematikerkongress (ICM) in Kyōto (Braids, Galois groups and some arithmetic functions) und 1970 war er Gastredner auf dem ICM in Nizza (Non abelian class fields over function fields in special cases).
Zu seinen Doktoranden gehört Kazuya Katō.

## Schriften
- On Congruence Monodromy Problems (= Department of Mathematics – University of Tokyo. Lecture Notes. 1–2). 2 Bände. Department of Mathematics – University of Tokyo, Tokio 1968–1969, (Auch: (= MSJ memoirs. 18). Mathematical Society of Japan, Tokio 2008, ISBN 978-4-931469-50-1; ursprünglich aus Vorlesungen 1967/1969).
- als Herausgeber: Galois representations and arithmetic algebraic geometry (= Advanced Studies in Pure Mathematics. 12). Kinokuniya Company u. a., Tokio u. a. 1987, ISBN 0-444-70315-2.
- als Herausgeber mit Kenneth Ribet, Jean-Pierre Serre: Galois Groups over {\displaystyle \mathbb {Q} }. Proceedings of a Workshop held March 23–27, 1987 (= Mathematical Sciences Research Institute Publications. 16). Springer, New York NY u. a. 1989, ISBN 0-387-97031-2.
- als Herausgeber mit Michael Fried: Arithmetic fundamental groups and noncommutative Algebra (= Proceedings of Symposia in Pure Mathematics. 70). American Mathematical Society, Providence RI 2002, ISBN 0-8218-2036-2.